# Hydraena tenuis
Hydraena tenuis är en skalbaggsart som först beskrevs av Emile Janssens 1980.  Hydraena tenuis ingår i släktet Hydraena och familjen vattenbrynsbaggar. Inga underarter finns listade i Catalogue of Life.